# Федеральный научный центр биоразнообразия наземной биоты Восточной Азии ДВО РАН
Федеральный научный центр биоразнообразия наземной биоты Восточной Азии ДВО РАН — научно-исследовательское учреждение при Дальневосточном отделении Российской академии наук, образованное в 2016 году на базе Биолого-почвенного института ДВО РАН, основанного в 1962 году. Центр расположен во Владивостоке. В 2016 году в состав центра в качестве филиалов вошли Горнотаёжная станция имени В. Л. Комарова ДВО РАН (с. Горно-Таёжное Уссурийского городского округа) и Государственный природный заповедник «Уссурийский» имени В. Л. Комарова ДВО РАН (Уссурийский городской округ и Шкотовский район).

## Общие сведения
Основными направлениями научной деятельности ФНЦ является выполнение фундаментальных научных исследований, изучение биоразнообразия, экологии и эволюции животного и растительного мира, проведение прикладных научно-исследовательских работ по исследованию наземных экосистем Дальнего Востока России и сопредельных стран Азии и Тихоокеанского бассейна, а также проблемы рационального использования, охраны и воспроизводства биологических ресурсов российского Дальнего Востока.

## История
Биолого-почвенный институт Дальневосточного Отделения Российской Академии Наук был организован в 1962 году на базе трех отделов Дальневосточного филиала СО АН СССР — почвенно-ботанического, зоологического и отдела биохимии и физиологии растений. В 2016—2017 годах произошла реорганизация, в ходе которой Биолого-почвенный институт ДВО РАН (БПИ ДВО РАН) был реорганизован в форме присоединения к нему ФГБУН Горнотаежной станции им. В. Л. Комарова ДВО РАН и ФГБУН Государственного природного заповедника «Уссурийский» им. В. Л. Комарова ДВО РАН и переименован в Федеральное государственное бюджетное учреждение науки «Федеральный научный центр биоразнообразия наземной биоты Восточной Азии» ДВО РАН (ФНЦ Биоразнообразия ДВО РАН).
Директорами Биолого-почвенного института Дальневосточного Отделения Российской Академии Наук в разные годы были:
- 1962—1964 — Васильев Николай Григорьевич, к.б.н. (директор-организатор);
- 1964—1969 — Ошмарин Петр Григорьевич, д.б.н., профессор;
- 1969—1971 — Рейфман Владимир Григорьевич, к.с.-х.н. (врио директора);
- 1971—1973 — Воронцов Николай Николаевич д.б.н., профессор;
- 1973—1975 — Саляев Рюрик Константинович, д.б.н.;
- 1975—1981 — Таранков Владимир Иванович, д.б.н.;
- 1981—1991 — Лер Павел Андреевич, д.б.н., профессор, член-корреспондент РАН;
- 1991—2017 — Журавлев Юрий Николаевич, д.б.н., профессор, академик РАН[5];
- 2017—2018 — Гончаров Андрей Анатольевич, д.б.н. (врио директора);
- 2019—2020 — Стороженко Сергей Юрьевич, д.б.н. (врио директора);
- 2020—2020 — Булгаков Виктор Павлович, д.б.н., член-корреспондент РАН (врио директора);
- 2020—по н/в — Гончаров Андрей Анатольевич, д.б.н., член-корреспондент РАН.

## Научные подразделения
14 лаборатории, 8 секторов, гербарий, 2 филиала (с 5 лабораториями). Ранее в биолого-почвенном институте было более 20 научных подразделений.
- сектор биогеохимии
- лаборатория биоинженерии
- лаборатория биотехнологии[7]
- лаборатория вирусологии
- лаборатория высших растений
- лаборатория геносистематики
- сектор геоботаники
- Гербарий
- лаборатория клеточной биологии и биологии развития
- сектор лесных экосистем
- сектор лесоведения
- сектор микроклонального размножения лесных, сельскохозяйственных и декоративных растений
- сектор молекулярной генетики растений
- лаборатория низших растений
- сектор органического вещества почвы
- лаборатория орнитологии
- лаборатория палеоботаники
- лаборатория паразитологии
- лаборатория почвоведения и экологии почв
- лаборатория пресноводной гидробиологии
- лаборатория териологии
- лаборатория эволюционной зоологии и генетики
- лаборатория энтомологии (в 1973—1992 — лаб. систематики и зоогеографии наземных членистоногих)[8]
- Центр коллективного пользования «Биотехнология и генетическая инженерия»[9]
- Центр коллективного пользования «Биоресурсная коллекция» (коллекции и гербарии)[9]

- Научные общества (отделения), работающие на базе БПИ: физиологии растений, микробиологического, ботанического, энтомологического, орнитологического, териологического, палеонтологического, почвоведов и генетиков и селекционеров.
- В институте проходят регулярные Мемориальные чтения памяти выдающихся ученых, работавших в БПИ (Комаровские, Куренцовские, Леванидовские).

Ранее в Биолого-почвенном институте также выделялись:
- Верхне-Уссурийский стационар (в южных отрогах Сихотэ-Алиня)
- Гидробиологический стационар (в заповеднике «Кедровая Падь»).

### Филиал:Горнотаёжная станция
- лаборатория Дендрологии
- лаборатория Лекарственных растений
- лаборатория Мониторинга лесной растительности
- лаборатория Физиологии и селекции лесных растений
- лаборатория Экологии насекомых

### Филиал:Уссурийский заповедник
- научный отдел Уссурийского заповедника

## Сотрудники института
335 человек, в том числе 167 научных сотрудников, включая:. В 2016 году в институте работали 137 человек, в том числе 55 научных сотрудников, включая 3-х докторов и 21 кандидата наук.
- Академик РАН — 1
- Член-корреспондент РАН — 3
- Докторов наук — 32
- Кандидатов наук — 97

В разные годы в институте работали: д.г.-м.н. М. Н. Грамм, д.б.н., проф Н. И. Калабухов, д.б.н., проф. В. Я. Леванидов, д.б.н., д.б.н. С. С. Харкевич, д.б.н. А. И. Куренцов.

## Дирекция
- Директор Андрей Анатольевич Гончаров, чл.-корр., д.б.н[10]

## Публикации
Институтом выпускаются:
- Чтения памяти Алексея Ивановича Куренцова (совместно с издательством «Дальнаука»; с 1992)[11].
- Far Eastern Entomologist (Дальневосточный энтомолог)(с 1993)[12].